# Drôle de père (film)
Pour les articles homonymes, voir Drôle de père.
Pour plus de détails, voir Fiche technique et Distribution.
Drôle de père  est un film belge réalisé par Amélie van Elmbt sorti en 2017. 

## Synopsis
C'est l'histoire d'un jeune homme qui revient en Belgique après un exil de cinq ans pour apprendre la cuisine.. Il y avait laissé sa mère, la femme qu'il avait aimée et leur petite fille qu'il n'a jamais vue...
Il va être contraint de vivre trois jours avec celle-ci, Elsa, qui s'adapte à cette nounou imprévue, lui confie ne jamais avoir vu son papa. Lequel des deux va apprivoiser l'autre ? Antoine va se découvrir un instinct paternel qu'il ignorait...

## Fiche technique
- Réalisation : Amélie van Elmbt
- Scénario : Amélie van Elmbt, Matthieu de Braconier
- Photographie : Éric Gautier
- Son : Olivier Struyve
- Montage : Yannick Kergoat, Ewin Ryckaert
- Montage son : Ludovic van Pachterbeke
- Mixeur : Olivier Guillaume
- Directrice de production : Caroline Tambour
- Décors : Laurie Colson
- Maquillage : Sandra Campisi
- Costumes : Hélène Honhon
- Musique : Michael Andrews
- Dates de sortie : 
  -  Belgique : 4 octobre 2017 Festival international du film francophone de Namur

## Distribution
- Thomas Blanchard : Antoine
- Lina Doillon : Elsa
- Judith Chemla : Camille
- Isabelle Barth : Chloé
- Xavier Seron : Xavier
- Alice de Lencquesaing : Alice

## Récompenses
- 2017 : prix de la critique au Festival international du film francophone de Namur
- 2017 : prix Cinevox au Festival international du film francophone de Namur